# Brescià
El dialecte brescià (en brescià dialèt bresà [djaˈlɛt breˈsa], o simplement bresà [breˈsa], escrit històricament com bresà, bressà segons l'ús) és, juntament amb el bergamasc, el cremasc i els dialectes de les zones al confí de les províncies de Cremona i Màntua, un idioma del grup oriental de la llengua llombarda, pertanyent a la família de les llengües gal·loitàliques. El brescià es parla, en les seves diverses varietats, a dins del territori de la província de Brescia, en la part nord-occidental de la província de Màntua (Castiglione delle Stiviere, Solferino, Medole, Castel Goffredo, Casalmoro, on pren el nom de "alt mantoà" [alt mantoˈa], és a dir "alt mantuà"), en la sud-occidental de la província de Trento (on pren el nom de "Trentì Ocidentàl" [trenˈti uʧidenˈtal], és a dir "Trentí occidental"), en la Vall del riu Chiese, en les Valls Giudicarie i la Vall Rendena.

## Característiques principals
La gran majoria del lèxic del brescià té orígens llatins, exactament com la llengua italiana: de fet, els dialectes del llombard van néixer del llatí vulgar parlat en aquells territoris al temps de la colonització romana per poblacions de diferents orígens.
En la seva evolució, el brescià, com en general tot el llombard, va adoptar termes d'altres llengües, com òbviament l'italià, que ja és conegut i parlat per la totalitat de la població bresciana i del qual provenen gairebé tots els neologismes, el francès (per exemple: söför, pronunciat [soˈfør] o [søˈfør], de chauffeur, conductor de cotxe) i avui també l'anglès (per exemple: fóbal [ˈfobal] de football, joc del futbol; compiuter [komˈpjutɛr] de computer…).
El "dialèt bresà", com la gran majoria dels dialectes i de les llengües regionals d'Itàlia, abans de fa 60 anys era el llenguatge més conegut i en la província de Brescia, ja que poques persones coneixien un italià correcte, era l'única llengua "utilitzada". En manera particular, en l'alta província, on abans dels anys seixanta el 70% de l'economia era d'agricultura i ramadera, el bresà era l'única llengua. Avui, com que està al costat d'una ampli coneixement de l'italià, ha perdut bona part de l'enorme varietat de paraules típiques, també diferents de la resta dels parlars llombards. Entre les generacions més joves, que van créixer sense una correcta educació lingüística, s'està utilitzant un dialecte fortament contaminat per l'italià, on les úniques característiques del brescià són paraules d'ús comú.

## Varietats
Les varietats del dialecte brescià són moltes. Generalment es tracta només de lleugeres variacions en la pronúncia, però algunes parlades, com ara el lömezanés, els dialectes de la Val Camonica (és a dir el dialecte camun) i el gardezà (a la part septentrional del Llac de Garda) mostren diferències molt marcades, sobretot per la influència d'altres parlars. A l'oest de la Vall Camònica trobem el dialecte bergamasc, amb les seues varietats de muntanya, a l'est del gardesan trobem la Llengua Vèneta.

## Fonologia
El brescià té 10 vocals i 22 consonants.

### Consonants
|            | bilabial | labiodental | dental | alveolar | postalveolar | palatal | velar | labio-velar |
| ---------- | -------- | ----------- | ------ | -------- | ------------ | ------- | ----- | ----------- |
| oclusiva   | p b      |             |        | t d      |              |         | k ɡ   |             |
| nasal      | m        | ɱ           |        | n        |              |         |       |             |
| vibrant    |          |             |        | r        |              |         |       |             |
| fricativa  |          | f v         | ð      | s z      | ʃ            |         |       |             |
| africada   |          |             |        |          | ʧ ʤ          |         |       |             |
| aproximant |          |             |        |          |              | j       |       | w           |
| lateral    |          |             |        | l        |              | ʎ       |       |             |

- Els sons sonors són /b/, /d/, /ɡ/, /v/, /z/, /ʤ/ no es troben mai en final de paraula, perquè canvien amb els seus corresponents sords /p/, /t/, /k/, /f/, /s/, /ʧ/.

- El fonema /ʧ/ es pronuncia /j/ si precedeix una consonant. Això no pot ser al mig d'una paraula, però sí que pot en posició final. Si la paraula següent comença per consonant, doncs, la "ch", "ts" o "ds" final es converteix en /j/. Per exemple:

i è ndacc a Bèrghem - [iɛnaʧaˈbɛrgɛm] = han anat a Bèrgam
i è ndacc vià - [iɛnajˈvja] = s'han anat
- La lateral palatal, /ʎ/, és un prèstec de l'italià i es troba només en la paraula englià [enˈʎa] (enllà o allà) i en el verb sbaglià [zbaˈʎːa] (fallar) i les seues conjugacions. Exemple:

vé 'nglià a éder - [venˈʎa aˈedɛr] = vine allà per veure
sbàgliet mìa - /ˈsbaʎet ˈmiɔ/ = no fallis!
- Els sons /j/ i /w/ són semiconsonants i es troben en els diftongs. Les parelles aquí mostren la diferència entre /j/ i /w/ i les seves formes plenes, /i/ i /u/:

Quat [kwat] = quant
Cuàt [kuˈat] = covat
Piat [pjat] = plat
Piàt [piˈat] = mossegat
- En les valls i en la Franciacorta, el so /s/ es converteix en /h/ i localment, en aquelles zones, el so /z/ pot ser transformat en /ð/. Per tant, Brèsa (Brescia) és pronunciat [ˈbrɛsɔ] o [ˈbrɛhɔ], i scusa (excusa) és [ˈskyzɔ], [ˈhkyzɔ] o [ˈhkyðɔ].

En realitat, també en les àrees on aquests fenòmens són la regla, hi ha algunes interessants excepcions. Paraules com gràsie (gràcies) es queden sempre [ˈɡrasje], encara que en alguns pobles es poden sentir formes com [ˈɡrahʧe]. Altres exemples d'aquestes formes són:

licensià (acomiadar) -> [liʧenˈsja] / [lehenˈʧa]
cristià (cristià) -> [krisˈtja] / [krihˈʧa]
pasiù(passió) -> [paˈsju] / [pahˈʧu].
- El fonema /ʃ/, igualment a /ʎ/, no és un so genuí del brescià i s'utilitza en les sce/sci al principi d'una paraula o pels prèstecs de l'Italià. Per exemple:

scià [ʃiˈa] = esquiar
scéna [ˈʃenɔ] = escena
scènsa [ˈʃɛnsɔ] / [ˈsjɛnsɑ] = ciència

### Assimilació
L'assimilació de les consonants finals d'una paraula és un fenomen comú en el brescià. Pot ser completa o parcial.
L'assimilació completa s'ha quan dos sons oclusius entren en contacte. En aquest cas la primera oclusiva desapareix i la segona es converteix en una geminada. Per exemple:
el g'ha fat pàla [ɛlgafaˈpːalɔ]
l'è tròp calt [ˌlɛtrɔˈkːalt]
el gat bianc [ɛlgaˈbːjaŋk]
El mateix fenomen s'ha quan una consonant oclusiva precedeix una nasal o una consonant líquida. Per exemple:
en gat négher [ɛŋgaˈnːegɛr]
l'è tròp mis [ˌlɛtrɔˈmːis]
so ché strac mórt [soˌkestraˈmːort]
L'assimilació completa s'ha també quan una consonant oclusiva precedeix una fricativa. Per exemple:
l'è nit vért [ˌlɛniˈvːert] = ha esdevingut verd
Quan una nasal o una oclusiva venen en contacte amb un'altra consonant oclusiva o una fricativa, la primera oclusiva cau completament i la nasal sofreix una assimilació parcial. En aquest cas no hi ha cap geminació. Per exemple:
el ga 'l sanc blö [ɛlˌgalsamˈblø] = té la sang blava
l'è lonc fes [ˌlɛloɱˈfes] = és força llarg
Però quan una oclusiva precedeix una /z/, l'assimilació s'ha per ambdues consonants i el resultat és un so africat:
l'è nit zó ècc [lɛˌniʣːoˈɛʧ]
l'è tròp zalt [ˌlɛtrɔˈʣːalt]
El fonema /n/ pren tres possible sons segons les consonants que segueixen. Abans d'una /k/ o d'una /ɡ/ es converteix en /ŋ/, abans de /f/ o /v/ en /ɱ/ i abans de /p/ o /b/ en /m/.
en cà [ɛŋˈka] - un gos
vàghen fò! [ˌvageɱˈfɔ] - (afanya't!)
l'an pasàt [ˌlampaˈsat] - (l'any passat)

### Vocals
El brescià té 10 fonemes vocàlics:
| IPA | Descripció                               | Exemple      | Català |
| --- | ---------------------------------------- | ------------ | ------ |
| i   | Vocal anterior tancada no arrodonida     | sic [sik]    | cinc   |
| e   | Vocal anterior semitancada no arrodonida | sét [set]    | set    |
| ɛ   | Vocal anterior semioberta no arrodonida  | sèc [sɛk]    | sec    |
| a   | Vocal anterior oberta no arrodonida      | sac [sak]    | sac    |
| o   | Vocal posterior semitancada arrodonida   | lónch [loŋk] | llarg  |
| ɔ   | Vocal posterior semioberta arrodonida    | sòc [sɔk]    | cep    |
| ø   | Vocal anterior semitancada arrodonida    | cör [kør]    | cor    |
| y   | Vocal anterior tancada arrodonida        | mür [myr]    | mur    |
| u   | Vocal posterior tancada arrodonida       | mur [mur]    | morera |

En la majoria de les varietats del brescià, el fonema /a/ si està en posició final de paraula i no té accent tònic, es pronuncia /ɑ/ (molt similar a una ò oberta). Per exemple:
lüna [ˈlynɔ] o [ˈlyna] = lluna
setemàna [seteˈmanɔ] o [seteˈmana] = setmana

## Gramàtica
Les regles gramaticals del brescià són les mateixes del llombard. La sintaxi és SVO (subjecte-verb-objecte). Els noms es declinen pel nombre (singular/plural) i pel gènere (masculí/femení). Els adjectius deuen acordar-se al nom a qui es refereixen tant per nombre quant per gènere.
Com en Italià, els verbs són conjugats en funció del mode i del temps i deuen concordar amb el subjecte en funció del nombre i de la persona.

### Nom
La declinació del nom en brescià esdevé segons dos gèneres (masculí i femení), i dos nombres (singular i plural).

El femení en la majoria dels casos acaba en -a:
gata [ˈɡatɔ] (gata)
fómna [ˈfomnɔ] (dona)
però pot succeir que termini per consonant:
néf [nef] (neu)
Els noms masculins en la majoria dels casos acaben amb una consonant:
gat [ɡat] (gat)
òm [ˈɔm] (home)

El plural dels noms al femení que terminen per -/a/ canvia en -/e/:
'na gata / dò gate [dɔ ˈɡate] (una gata / dues gates)
'na fómna / dò fómne [dɔ ˈfomne] (una dona / dues dones)
Els femenins acabats per consonant segueixen les mateixes formes dels noms masculins.
El plural dels noms masculins és una mica més complicat i depén de com acaba la paraula.
Si el singular acaba amb -c, -j, -m, -p, -r, -s el plural queda invariat:
en sac / du sac (un sac / dos sacs)
en ventàj / du ventàj (un ventall / dos ventalls)
en póm/ du póm (una poma / dues pomes)
en cóp / du cóp (una teula / dues teules)
en pér / du pér (una pera / dues peres)
en ciós / du ciós (un camp / dos camps)
Si el singular acaba amb -t, el plural canvia en -cc (pronunciat /ʧ/):
en gat / du gacc [ɡaʧ] (un gat / dos gats)
Si el singular acaba amb una -n, el plural canvia en -gn (pronunciat /ɲ/)
en asen / du asegn [ˈazɛɲ] (un ase / dos àsens)
en an / du agn [aɲ] (un any / dos anys)
Si el singular acaba amb una -l, el plural canvia en -j:
en caàl / du caàj [kaˈaj] (un cavall / dos cavalls)

### Article
L'article concorda en nombre i gènere amb el nom i pot ser definit i indefinit.

#### Article definit
|          | Masculí | Femení  |
| Singular | el [ɛl] | la [la] |
| Plural   | i [i]   | le [le] |

Nota:
- Quan el i la són seguits per una vocal, canvien per l':

el sùna l'órghen [ɛl ˈsunɑ ˈlɔrɡɛn] (sona l'òrgan)

#### Article indefinit
|          | Masculí           | Femení                  |
| Singular | en [ɛn] o ön [øn] | ena [ˈɛnɔ] o öna [ˈønɔ] |
| Plural   | dei [dɛj]         | dele [ˈdɛle]            |

Notes:
- D'un punt de vista històric, dei i dele no poden ser considerats formes plurals de un i una, però en la pràctica es comporten com formes plurals de l'article indefinit:

G'ho ést un cà [ɡo ˈest ɛŋˈka] (He vist un gos)
G'ho ést dei cà [ɡo ˈest dɛjˈka] (He vist uns gossos)

### Pronom

#### Pronoms personals
Els pronoms personals es declinen en nombre (singular / plural) i persona (primera segona i tercera) i es presenten sota nombroses formes a segon de la funció duta a terme. Per la tercera persona existeix una diferència de gènere (masculí / femení).
| Nombre   | Persona (Gènere) | Forma tònica | Proclític objecte | Procl. objecte / Enclític | Procl. objecte / Enclític | Procl. objecte / Enclític | Datiu Proclític i Enclític | Datiu Proclític i Enclític | Possessiu |
| -------- | ---------------- | ------------ | ----------------- | ------------------------- | ------------------------- | ------------------------- | -------------------------- | -------------------------- | --------- |
| Singular | 1.               | mé           | -                 | ma                        | ma                        | -m                        | ma                         | -m                         | me        |
| Singular | 2.               | té           | ta                | ta                        | ta                        | -t                        | ta                         | -t                         | tò        |
| Singular | 3. (M.)          | lü ³         | el                | l'                        | el/la4                    | -l                        | ga                         | -ga                        | sò        |
| Singular | 3. (F.)          | lé           | la                | l'                        | la                        | -la                       | ga                         | -ga                        | sò        |
| Plural   | 1.               | nóter        | (en, ma)²         | ga o ma                   | ga o ma                   | -ga o -m                  | ga o ma                    | -ga o -m                   | nòst¹     |
| Plural   | 2.               | vóter        | -                 | va                        | va                        | -f                        | va                         | -f                         | vòst ¹    |
| Plural   | 3. (M.)          | lur          | i                 | i                         | i/ia                      | -i                        | ga                         | -ga                        | sò        |
| Plural   | 3. (F.)          | lùre         | le                | i                         | le/ia                     | -le                       | ga                         | -ga                        | sò        |

Exemples d'ús dels pronoms:
- La forma tonica pot ser usada com subjecte a l'inici de la frase o com sobjecte indirecte després d'una preposició.

mé nó a Milà [me no a miˈla] (jo vaig a Milà)

ègne con té [ˈɛɲe konˈte] (vinc amb tu)

- Una característica que el lombard comparteix amb les altres llengües del contínum gal·loitàlic és la forma proclítica del subjecte. Aquesta forma precedeix el verb principal i és obligatòria per a la segona persona singular i per la tercera persona tan singular quant plural. En altres dialectes llombard pot ser obligatòria també per a les altres persones:

Té te màiet el ris [te ta ˈmajɛt ɛl ris] (tu menges l'arròs)

- El pronom enclític objecte s'utilitza principalment per les formes pronominals de l'infinitiu i de l'imperatiu:

lur i völ copàm [lur i vøl koˈpam] (ells volen matar-me)

scriel zó! [ˈskriɛl zo] (escriu-ho!)

- Quan hi ha un pronom datiu enclític i un pronom objecte enclític junts, el pronom objecte ve posat davant el pronom datiu:

el pöl dàfel adès [ɛl pøl ˈdafɛl aˈdɛs] (pot donar-vos-ho ara)

scrìemej zó! [skrieˈmɛj zo] (escriu-me'ls!)

### Verb
En brescià hi ha dues conjugacions, marcats per la terminació de l'infinitiu.
La primera conjugació inclou els verbs que al infinitiu acaben per -à.
Cantà (cantar)
Parlà' (parlar)
Andà o Nà (anar)
La segona conjugació inclou els verbs que al infinitiu acaben per -er o -ì.
Córer = Curì (correr)
Lèzer = Lizì (llegir)
Scrìer = Scriì (escriure)
Patéser = Patì –forma incoativa– (patir)

#### Finits

##### Present
| Persona  | Conjugació ~à              | Conjugació ~er/~ì     |
| mé       | cànte [ˈkante]             | córe [ˈkore]          |
| ti       | te càntet [ta ˈkantɛt]     | te córet [ta ˈkorɛt]  |
| lu/lé    | el/la cànta [al/la ˈkantɔ] | el/la cór [al/la kor] |
| noter    | cantóm [kanˈtom]           | coróm [koˈrom]        |
| voter    | cantì(f) [kanˈti(f)]       | curì(f) [kuˈri(f)]    |
| lur/lure | i/le cànta [i/le ˈkantɔ]   | i/le cór [i/le kor]   |

Forma interrogativa

Hi ha una forma conjugativa per a formar frases interrogatives. Consisteix en la forma normal del verb, però en lloc de tenir el clític pronom abans del verb, ho tens després. A més, s'afegeixen també els clítics de les altres persones (fora que "ti" i "votre"), encara que ja no existeixen a la forma exclamativa en brescià.
El paradigma de la forma interrogativa a l'indicatiu present és el següent:
| Persona  | Conjugació ~à                           | Conjugació ~er/~ì                   |
| Mé       | càntej? [ˈkantɛj]                       | córej? [ˈkorɛj]                     |
| Té       | càntet? [ˈkantɛt]                       | córet? [ˈkorɛt]                     |
| Lu/Lé    | càntel? / càntela? [ˈkantɛl / ˈkantɛlɔ] | córel? / córela? [ˈkorɛl / ˈkorɛlɔ] |
| Noter    | cantómej? [kanˈtomɛj]                   | corómej? [koˈromɛj]                 |
| Voter    | cantìf? [kanˈti(f)]                     | curìf? [kuˈri(f)]                   |
| Lur/Lùre | càntej? / càntele? [ˈkantɛj / ˈkantele] | córej? / córele? [ˈkorɛj / ˈkorele] |

Forma negativa

La forma negativa s'obté afegint la partícula de negació mia després del verb, una mica com el "pas" francès.
Lü 'l züga [lylˈzyɡɔ] - ell juga
Lü 'l züga mìa [lylˈzuɡɑ ˈmiɔ] - ell no juga

Forma progressiva

Per indicar que una acció s'està fent, el bressà usa una construcció semblant a aquella del Francès. Es forma amb el present indicatiu del verb véser (ser) + dré a (darrere a) + infinitiu. Per exemple:
Só dré a cantà [soˈdre a kanˈta] (ca: estic cantant; fr: je suis en train de chanter), literalment "sóc derrere a cantar".

##### Passat
El temps passat  — com en Italià — s'usa per indicar una acció passada repetida, habitual o continua en el temps. La conjugació del verb en l'indicatiu, temps passat és la següent:
|          | Conjugació ~à                | Conjugació ~à                               | Conjugació ~er/~ì          | Conjugació ~er/~ì                     |
| -------- | ---------------------------- | ------------------------------------------- | -------------------------- | ------------------------------------- |
| Persona  | forma afirmativa             | forma interrogativa                         | forma afirmativa           | forma interrogativa                   |
| Mé       | cantàe [kanˈtae]             | cantàej? [kanˈtaej]                         | curìe [kuˈrie]             | curìej? [kuˈriej]                     |
| Té       | te cantàet [ta kanˈtaɛt]     | cantàet? [kanˈtaɛt]                         | te curìet [ta kuˈriɛt]     | curìet? [kuˈriɛt]                     |
| Lü/Lé    | el/la cantàa [el/la kanˈtaɔ] | cantàel? / cantàela? [kanˈtaɛl / kanˈtaɛlɔ] | el/la curìa [al/la kuˈriɔ] | curìel? curìela? [kuˈriɛl / kuˈriɛlɑ] |
| Noter    | cantàem [kanˈtaɛm]           | cantàemej? [kanˈtaɛmɛj]                     | curìem [kuˈriɛm]           | curìemej? [kuˈriɛmɛj]                 |
| Voter    | cantàef [kanˈtaɛf]           | cantàef? [kanˈtaɛf]                         | curìef [kuˈriɛf]           | curìef? [kuˈriɛf]                     |
| Lur/Lùre | i/le cantàa [i/le kanˈtaɔ]   | cantàej? / cantàele? [kanˈtaɛj / kanˈtaɛle] | el/la curìa [i/le kuˈriɔ]  | curìej? curìele? [kuˈriɛj / kuˈriɛle] |

##### Futur
|          | Conjugació ~à                  | Conjugació ~à               | Conjugació ~er/~ì            | Conjugació ~er/~ì          |
| -------- | ------------------------------ | --------------------------- | ---------------------------- | -------------------------- |
| Persona  | forma afirmativa               | forma interrogativa         | forma afirmativa             | forma interrogativa        |
| Mé       | cantaró [kantaˈro]             | cantarój? [kantaˈroj]       | coraró [koraˈro]             | corarój? [koraˈroj]        |
| Té       | te cantarét [ta kantaˈret]     | cantarét? [kantaˈret]       | te corarét [ta koraˈret]     | corarét? [koraˈret]        |
| Lü/Lé    | el/la cantarà [al/la kantaˈra] | cantaràl(a)? [kantaˈral(ɔ)] | el/la corarà [al/la koraˈra] | coraràl(a)? [koraˈral(ɔ)]  |
| Notre    | cantaróm [kantaˈrom]           | cantarómej? [kantaˈromɛj]   | coraróm [koraˈrom]           | corarómei? [koraˈromɛj]    |
| Voter    | cantarì(f) [kantaˈri(f)]       | cantarì(f)? [kantaˈri(f)]   | corarì(f) [koraˈri(f)]       | corarì(f)? [koraˈri(f)]    |
| Lur/Lùre | i/le cantarà [i/le kantaˈra]   | cantaràj/le? [kantaˈraj/le] | i/le corarà [i/le koraˈra]   | correràj/le? [koraˈraj/le] |

## Exemples
En l'exemple que segueix es reporta una breu història present en nombroses versions en la tradició popular de les àrees rurals de la província bresciana que compta de l'origen dels dies de la merla.
La merla.
I mèrli, 'na ólta i gh'ìa le pène biànche, ma chèl envéren lé l'éra stàt en bèl envéren e lé, la mèrla, la gà dìt: "Zenér de la màla gràpa per tò despèt gó i uzilì 'ndela gnàta". A lü, 'l Zenér, gh'è nìt adòs 'n pó de ràbia, e 'l gà dìt: "spèta mèrla che te la faró mé adès a té, e se te sét biànca mé te faró ègner négra". E po' dòpo 'l gà dit: "Dù ghe i ó e giü 'n prèstet el töaró e se te sét biànca, mé te faró ní négra". E alùra 'l gà fàt nì fò 'n frèt che se n'ìa mài vést giü compàgn.
Lé la mèrla la saìa piö che fà cói sò uzilì ndèla gnàta, e isé l'è nàda a rifügiàs endèla càpa del camì; dré al camì va sö 'l föm e lùr i uzilì i è déentàcc töcc négher, e quànche i è nicc fò de là, la mèrla la gh'ìa mìa piö le pène biànche, ma la ghe i éra négre. Alùra Zenér, töt sudisfàt, el gà dìt: "Tò mèrla, che te l'ó fàda mé staólta: se te se stàda biànca mé t'ó fàt ní négra e isé te làset lé de seghetà a tiràm en gir.
Transcripció fonètica (AFI)
[iˈmɛrli naˈoltɔ iˈgiɔleˌpɛneˈbjaŋke maˌkɛlɛɱˌverɛnˈle lerɔˌstatɛmˈbɛlɛɱˌverɛn ɛˌlelaˈmɛrlɔlagaˈdit: zeˈnerdelaˌmalɔˈgrapɔ ˌpertɔdeˈspɛt ˌgojuziˈliˌndelɔˈɲatɔ aˈly lzeˈner ˌgɛnitaˈdɔsemˌpodeˈrabja ˌɛːlgaˈdit ˈspɛtɔˌmɛrlɔ kɛtɛlafaˌroˈmeaˌdɛsaˈte ɛsɛtɛˌseˈbːjaŋkɔ ˌmetɛfaroˌɛɲɛrˈnegrɔ ɛpɔˈdɔpolgaˌditaˌmɔ ˌdugɛˈjo ɛʤyˌmprɛstetɛltøaˈro ɛsɛtɛˌseˈbːjaŋkɔ ˌmetɛfaˌroniˈnegrɔ ɛaˈlurɔ lgaˌfaːniˌfɔˈɱfrɛt kɛsɛˌniamaiˌvesʤycomˈpaɲ]

[ˌlelaˈmɛrlɔ lasaˌiɔpjøkeˈfakojˌsɔuziˌlindɛlɔˈɲatɔ, ɛiˈse ˌlɛnadɔˌarifyˈʤasɛnˌdɛlɔˌkapɔdɛlkaˈmi ˌdrealkaˈmivasølˈføm ɛˈlurjuziˈli jɛdeɛnˈtajˌtøjˈnegɛr ˌkwaŋkɛjɛˌnijfɔdeˈla laˈmɛrlɔlaˌgiɔmiɔˌpjøleˌpɛneˈbjaŋke malagɛˌjerɔˈnegre aˈlurɔ zeˈner tösːudisˈfat elgaˈdit ˈtɔˌmɛrlɔ kɛtɛloˌfadɔˈmestaˌoltɔ sɛtɛseˌstadɔˈbjaŋkɔ ˌmetofaˌnːiˈnegrɔ ɛiˈse tɛlasɛˈlːe dɛsegeˈta atiˌramenˈʤir]
Traducció en català: La merla.
Les merles fa temps van tenir les plomes blanques, però aquell hivern era un bon hivern, i ella, la merla, va dir: "Gener lleig, per la teva frustració, jo tenia els ocellets al niu". Gener va créixer en còlera i va dir: "Espera una mica, merla" et vaig a arreglar ara mateix, si ets blanca et convertiré en negra". I després va afegir: "Dos en tinc i ú el demanaré i si ets blanca, vaig a fer que et convertiràs en negra". Per tant, ell va aconseguir un fred que mai s'havia vist.
La merla no sabia què fer amb els seus ocells al niu i doncs va anar a refugiar-se en la xemeneia. Per la xemeneia passa el fum i així els ocells es van convertir tots negres, i quan van sortir d'allà, la merla no tenia més plomes blanques. Després, el Gener, molt satisfet, va dir: "vist, merla, he vençut jo aquest cop, si eres blanca, ara vaig fer que tu foss negra, així que deixa'm de molestar-me."